# Френклин (Џорџија)
Френклин (Џорџија) (енгл. Franklin) град је у америчкој савезној држави Џорџија. По попису становништва из 2010. у њему је живело 993 становника.

## Демографија
Према попису становништва из 2010. у граду је живело 993 становника, што је 91 (10,1%) становника више него 2000. године.
| Група             | 2000.       | 2010.       |
| Белци             | 614 (68,1%) | 649 (65,4%) |
| Афроамериканци    | 270 (29,9%) | 272 (27,4%) |
| Азијати           | 0 (0,0%)    | 14 (1,4%)   |
| Хиспаноамериканци | 10 (1,1%)   | 29 (2,9%)   |
| Укупно            | 902         | 993         |